# 216-я стрелковая дивизия
216-я стрелковая Сивашская Краснознамённая орденов Суворова и Кутузова дивизия — воинское соединение Вооружённых сил СССР в Великой Отечественной войне.

## История

### Формирование
Дивизия сформирована в марте 1941 года в Киевском Особом военном округе (КОВО) как 216-я моторизованная дивизия. В июне 1941 года находилась в КОВО.
Формирование 216-й стрелковой дивизии было начато 29 сентября 1941 года в Чугуеве Харьковского военного округа, на базе 10-й запасной стрелковой бригады. Укомплектование дивизии было осуществлено большей частью личным составом различных тыловых учреждений округа и частично личным составом частей 289-й стрелковой дивизии, вышедшей из окружения.
Согласно приказу Наркома обороны формирование дивизии должно было быть завершено к 1 ноября 1941 года.

### В действующей армии
Боевой период: 9.10.1941-20.5.1944; 1.7.1944-9.5.1945
Обстановка, сложившаяся в районе Харькова во второй половине октября, не позволила в полном объёме осуществить подготовку частей и подразделений 216-й стрелковой дивизии, и уже 20 октября была вынуждена вступить в бой в составе 38-й армии Юго-Западного фронта.
С декабря 1941 года в составе 37-й армии Южного фронта, в феврале 1942 года в составе 56-й армии дивизия участвовала в наступление на Кубани, в марте — 57-й армии, в апреле — фронтовое подчинение, с мая в составе 18-й армии.
С августа 1942 года в составе Северо-Кавказского фронта, с сентября по март 1943 года — 47-й армии. С октября 1942 года в составе Черноморской группы войск Закавказского фронта.
С апреля 1943 года в составе 56-й армии Северо-Кавказского фронта, с июня — 10-й стрелковый корпус. С сентября в составе 51-й армии Южного фронта, в октябре — 54-й стрелковый корпус. Дивизия участвовала в Мелитопольской наступательной операции, разгроме вражеской группировки на реке Молочная и освобождении Мелитополя
После разгрома немцев под Мелитополем дивизия в составе 10-го стрелкового корпуса 51-й армии 4-го Украинского фронта преследовала отходящего противника, к 1 ноября 1943 года вышла к Сивашу (район Гнилое море) и схода, в ночь на 2 ноября дивизия форсировала Сиваш для захвата плацдарма в Крыму. При наличие незначительной техники и боеприпасов после форсирования Сиваша дивизия сумела закрепить достигнутый рубеж и в течение 4-х месяцев возвела крепкую оборону в Крыму.
С 8 по 16 апреля 1944 года дивизия вела наступление по прорыву сильно укреплённой обороны противника на Тарханском направлении, прорвав первую линию обороны противника заняла сильные опорные пункты его в районе высоты 3,9 и к утру 12 апреля полностью уничтожив 685-й пехотный полк 336-й пехотной дивизии противника, овладела мощным опорным пунктом противника — с. Тархан. После прорыва обороны противника дивизия начала преследовать остатки разбитых частей 336-й ПД в направление на Симферополь. Принимала участие в штурме Севастополя.
За активное и успешное участие в форсирования Сиваша дивизии присвоено почётное наименование «Сивашская».
В июне 1944 года дивизия выведена в Резерв Ставки ВГК.
С июня 1944 года в составе 10-го стрелкового корпуса 51-й армии 1-го Прибалтийского фронта, в августе — 1-й стрелковый корпус 43-й армии (район Бауска), с сентября — 60-й стрелковый корпус 51-й армии (район Добеле), в ноябре 4-я ударная и 61-я армия (районы Никраце, Вайнёде, Приекуле), в декабре фронтовое подчинение.
С января 1945 года в составе 49-й армии 2-го Белорусского фронта дивизия принимала участие в Восточно-Прусской стратегической операции по ликвидации Пшаснышско-Млавской группировки противника, в феврале — 124-й стрелковый корпус фронтового подчинения. С 20 января по 16 февраля дивизией занято более 100 населённых пунктов, дивизия с боями прошла до 80 км по территории Восточной Пруссии.
С марта 1945 года в составе 124 стрелкового корпуса 3-й армии 3-го Белорусского фронта участвовала в боях районе Хайлигенбайль, в штурме города и порта Розенберг.
В апреле 1945 года в составе Земландской группы войск участвовала в боях на подступах к Кёнигсбергу. В мае дивизия входила в состав 50-й армии.
Зимой 1945/46 дивизия в составе 124-го СК вошла в Закавказский военный округ, прибыла в Дербент. , где весной 1946 была расформирована. Весной 1946 переведена в Баку и получила статус национальной — азербайджанской. Летом 1956 расформирована.

## Состав
- 589-й стрелковый полк
- 647-й стрелковый полк
- 665-й стрелковый полк
- 656-й артиллерийский полк
- 42-й отдельный истребительно-противотанковый дивизион
- 290-я отдельная разведывательная рота
- 370-й отдельный сапёрный батальон
- 690-й отдельный батальон связи (811-я отдельная рота связи)
- 356-й отдельный медико-санитарный батальон
- 202-я отдельная рота химической защиты
- 520-я автотранспортная рота
- 362-я полевая хлебопекарня
- 839-й дивизионный ветеринарный лазарет
- 764-я полевая почтовая станция
- 1493-я полевая касса Государственного банка
- отдельная зенитно-пулемётная рота

## Подчинение
- на 01.11.1941 г. — Юго-западный фронт — 38 А
- на 01.12.1941 г. — Южный фронт — 37 А
- на 01.02.1942 г. — Южный фронт — 56 А
- на 01.03.1942 г. — Южный фронт — 57 А
- на 01.04.1942 г. — Южный фронт — фронтовое подчинение
- на 01.05.1942 г. — Южный фронт — 18 А
- на 01.08.1942 г. — Северо-Кавказский фронт — 18 А
- на 01.09.1942 г. — Северо-Кавказский фронт — 47 А
- на 01.10.1942 г. — Закавказский фронт — Черноморская группа войск — 47 А
- на 01.04.1943 г. — Северо-Кавказский фронт — 56 А
- на 01.06.1943 г. — Северо-Кавказский фронт — 56 А — 10 СК
- на 01.07.1943 г. — Северо-Кавказский фронт — 56 А — 10 СК
- на 01.09.1943 г. — Южный фронт — 51 А — 10 СК
- на 01.10.1943 г. — Южный фронт — 51 А — 54 СК
- на 01.11.1943 г. — 4-й Украинский фронт — 51 А — 10 СК
- на 01.06.1944 г. — Резерв Ставки ВГК — 51 А — 10 СК
- на 01.07.1944 г. — 1-й Прибалтийский фронт — 51 А — 10 СК
- на 01.08.1944 г. — 1-й Прибалтийский фронт — 43 А — 1 СК
- на 01.09.1944 г. — 1-й Прибалтийский фронт — 51 А — 60 СК
- на 01.10.1944 г. — 1-й Прибалтийский фронт — 51 А — 60 СК
- на 01.11.1944 г. — 1-й Прибалтийский фронт — 4 УА — 60 СК
- на 01.12.1944 г. — 1-й Прибалтийский фронт — фронтовое подчинение
- на 01.01.1945 г. — 2-й Белорусский фронт — 49 А
- на 01.02.1945 г. — 2-й Белорусский фронт — фронтовое подчинение — 124 СК
- на 01.03.1945 г. — 3-й Белорусский фронт — 3 А — 124 СК
- на 01.04.1945 г. — 3-й Белорусский фронт — фронтовое подчинение — 124 СК
- на 01.05.1945 г. — 3-й Белорусский фронт — 50 А — 124 СК[1]

## Командиры
- Макшанов, Дмитрий Фролович (с 29 сентября по 6 ноября 1941 года), полковник;
- Пламеневский, Александр Михайлович (с 7 ноября 1941 по 10 апреля 1943 года), генерал-майор;
- Ройтенберг, Герш Моисеевич (с 11 по 28 апреля 1943 года), полковник;
- Васильев, Николай Сергеевич (с 29 апреля по 8 октября 1943 года), генерал-майор;
- Малюков, Григорий Фёдорович (с 9 октября 1943 по январь 1946 года), генерал-майор.

## Награды и наименования
| Награда (наименование)            | Дата                                                                    | За что награждена |
| --------------------------------- | ----------------------------------------------------------------------- | --- |
| Почётное наименование «Сивашская» | Приказ Верховного Главнокомандующего СССР № 0102 от 24 апреля 1944 года | За отличие в боях при форсировании Сиваша и овладении городом и железнодорожным узлом Джанкой.                                                                         |
| Орден Красного Знамени            | Указ Президиума Верховного Совета СССР от 19 июня 1943 года             | За образцовое выполнение заданий командования на фронте борьбы с немецкими захватчиками и проявленные при этом доблесть и мужество.                                    |
| Орден Суворова II степени         | Указ Президиума Верховного Совета СССР от 24 мая 1944 года              | За образцовое выполнение заданий командования в боях за освобождение города Севастополя и проявленные при этом геройство, доблесть и мужество.                         |
| Орден Кутузова II степени         | Указ Президиума Верховного Совета СССР от 17 мая 1945 года              | За образцовое выполнение заданий командования в боях с немецкими захватчиками при овладении городом и крепостью Кёнигсберг и проявленные при этом доблесть и мужество. |

Награды частей дивизии:
- 647-й стрелковый ордена Суворова[5] полк
- 665-й стрелковый ордена Кутузова[5] полк

## Отличившиеся воины дивизии
- Аксютин, Николай Васильевич, капитан, командир стрелковой роты 589-го стрелкового полка.
- Бабаян, Агван Нагапетович, младший лейтенант, командир взвода 647-го стрелкового полка.
- Воронов, Владимир Ульянович, подполковник, командир 665-го стрелкового полка.
- Гилязетдинов, Тазетдин Багаутдинович, лейтенант, командир огневого взвода артиллерийской батареи 665-го стрелкового полка.
- Зюзь, Иван Иванович, красноармеец, пулемётчик 665-го стрелкового полка.
- Молочков, Григорий Аксентьевич, лейтенант, заместитель командира стрелкового батальона по строевой части 647-го стрелкового полка.
- Широков, Пётр Петрович, старший лейтенант, командир 7-й стрелковой роты 665-го стрелкового полка.
- Стаканов, Дмитрий Павлович, старший сержант, командир взвода связи 665 стрелкового полка[6].